# 가미카와네촌
가미카와네촌(일본어: 上川根村)은 일본 시즈오카현의 중부, 하이바라군에 속해있던 촌이다. 현재의 가와네혼정 북서부에 해당한다.

## 역사
- 1889년 4월 1일 - 정촌제 시행에 의해 하이바라군 가미카와네촌이 성립하였다.
- 1956년 9월 30일 - 시다군 히가시카와네촌과 합병해 혼카와네정이 성립하여, 동일 가미카와네촌은 폐지되었다.

## 참고 문헌
- 角川日本地名大辞典編纂委員会,『角川日本地名大辞典 22 静岡県』, 角川書店, 1978年, ISBN 4-04-001220-8